# John Murphy (Schwimmer)
John Joseph Murphy (* 19. Juli 1953 in Chicago, Illinois, USA) ist ein ehemaliger US-amerikanischer Schwimmer.
Bei den Olympischen Spielen 1972 in München gewann er Gold mit der US-amerikanischen 4 × 100-m-Freistilstaffel. Über 100 m Rücken gewann er die Bronzemedaille und über 100 m Freistil wurde er Vierter. Er verfehlte somit die Gelegenheit in zwei verschiedenen 100-m-Einzeldisziplinen eine Olympiamedaille zu gewinnen.
Bei den Schwimmweltmeisterschaften 1975 gewann Murphy die Silbermedaille über 100 m Rücken.
John Murphy trainierte u. a. an der Indiana University unter Trainer James Counsilman.